# Playa de L'Airín
La  playa de L'Airín está en el concejo de Cudillero, en el occidente del Principado de Asturias (España) y pertenece al pueblo de Novellana. Está situada en la Costa Occidental de Asturias y presenta protección por ser Paisaje protegido, ZEPA y LIC.

## Descripción
Tiene una forma de concha. Su lecho es de arenas claras y de grano grueso.
Para acceder a la playa hay que llegar hasta el pueblo más próximo que es Novellana. Hay que tomar una vía perpendicular a la N 634 en el centro de la villa en dirección norte es decir, en dirección al mar y se coge el ramal izquierdo de la única bifurcación que hay. Después de 300 m se llega a unos prados desde donde se ven los acantilados y es donde hay que dejar el coche, justo inmediatamente antes de donde empieza el camino de bajada. Este camino irá tomando la forma de «zig-zag» hasta que llega a la playa.
Hay posibilidad de llevar la mascota y tiene una desembocadura fluvial, no tiene ningún servicio y las actividades recomendadas son la pesca submarina y la deportiva a caña. Se recomienda ir a visitarla con máquina de fotos un día de sol.